# I Wanna
I wanna je naslov zmagovalne pesmi na Pesmi Evrovizije 2002. Prepevala jo je Marija Naumova, ki je predstavljala Latvijo. Pesem je bila zapeta v angleščini. Zmagala je s 197 točkami.
Gre za prvo in doslej edino latvijsko zmago na Evroviziji in drugo zmago Baltskih držav (leto poprej je zmagala Estonija). Marie N je nastopila 23. po vrsti, takoj za slovenskimi predstavnicami Sestrami. 